# Altavilla Silentina
Altavilla Silentina é uma comuna italiana da região da Campania, província de Salerno, com cerca de 6.724 habitantes. Estende-se por uma área de 52 km², tendo uma densidade populacional de 129 hab/km². Faz fronteira com Albanella, Castelcivita, Controne, Postiglione, Serre.

## Demografia
| Variação demográfica do município entre 1861 e 2011                               |
|                                                                                   |
| Fonte: Istituto Nazionale di Statistica (ISTAT) - Elaboração gráfica da Wikipedia |

## Sitos Internet de Altavilla Silentina
- Altavilla Silentina Sito Oficial (Italian)
- Foto de Altavilla Silentina
- Festa de Santo Antonio: foto e programa